# 프란츠 파농

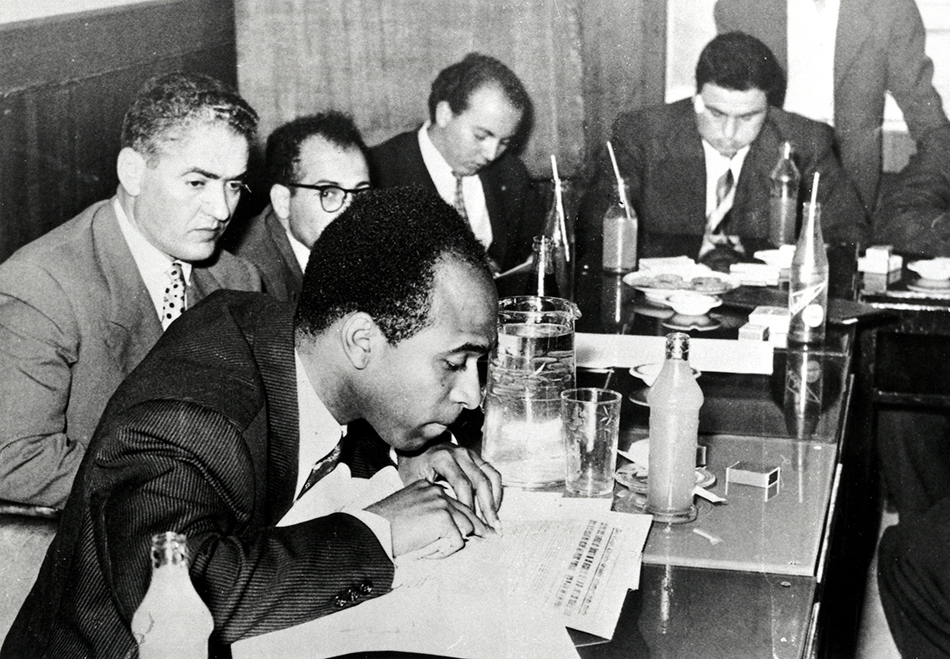

프란츠 파농(프랑스어: Frantz Fanon, 1925년 7월 20일 ~ 1961년 12월 6일)은 프랑스의 정신과 의사 및 작가이다.

## 생애
1925년 마르티니크의 포르드프랑스에서 태어났다. 제2차 세계 대전 중에는 프랑스군에 지원해 각지에서 파시즘 세력과의 전투에 참여하기도 했다. 전후에는 리옹 대학교에서 정신의학을 전공해 학위를 취득한 경험은 그가 식민지 민중들의 정신적 고통을 정신의학자로서의 지성으로 분석하는 밑거름이 되었다. 실제로 프란츠 파농은 인권과 자유를 지배계급들에 의해 억압받은 식민지 민중들이 정신장애로 고통받는 일이 많다고 주장한다.
1952년에는 《검은 피부 하얀 가면》(Peau Noire, Masques Blancs)을 저술했다. 그는 여기서 흑인성이라는 사회적이고 신체적인 기억과 그 효과의 총체에 대해 조명한다. 이 책으로 인해 식민주의 심리학이라는 용어가 등장하기도 했다. 누군가는 이 책을 두고 '이후에 쓰여진 모든 책은 이 책의 주석에 불과하다'는 평가까지 내린다.
1953년에는 알제리의 주앙빌 정신병원으로 부임하여 근무하게 된다. 1954년 발발한 알제리 독립전쟁은 그의 인생을 크게 바꾸게 되는데, 물론 초기에는 비밀리에 알제리 민족해방전선(FLN)에 대한 활동 지원을 했으나 1957년 이후에는 병원을 완전히 그만두고 혁명에 투신하기에 이른다. 그는 민족해방전선의 기관지 알 무자히둔에 기고하는 등 민족해방전선의 대변인 역할을 수행했으며, 혁명정부에 의해 가나 대사로 활동하기도 한다.
알제리의 독립을 눈앞에 둔 1961년, 백혈병 진단을 받고, 그간의 투쟁과 진료 성과를 《자기의 땅에서 유배당한 자들》(Les Damnés de la Terre)에 정리하게 된다. 같은 해 12월 미국 메릴랜드주의 한 병원에서 사망했다. 소개된 저서 이외에도 그의 저서엔 기고문을 모은《아프리카 혁명을 향하여》등이 있다.

## 한국어로 번역된 저작
- Les Damnés de la Terre는 두 가지 번역본이 있다.
  - 《자기의 땅에서 유배당한 자들》 (원제:Peau Noire, Masques Blancs) - 김남주 옮김 (청사, 1978)
  - 《대지의 저주받은 사람들》- 남경태 옮김 (그린비, 2005)
- 《검은 얼굴 하얀 가면》- 이석호 옮김 (인간사랑, 1998)
- 《알제리 혁명 5년》- 홍지화 옮김 (인간사랑, 2008)
- <검은 피부, 하얀 가면> - 노서경 옮김 (문학동네, 2014)

## 같이 보기
- 탈식민지화
- 정치 폭력
- 국민해방전선 (알제리)